# Rémi Cavagna
Rémi Cavagna (ur. 10 sierpnia 1995 w Clermont-Ferrand) – francuski kolarz szosowy.

## Osiągnięcia
Opracowano na podstawie:

2012
- 3. miejsce w mistrzostwach Francji juniorów (jazda indywidualna na czas)

2013
- 3. miejsce w mistrzostwach Europy juniorów (jazda indywidualna na czas)
- 3. miejsce w Trophée Centre Morbihan
  - 1. miejsce na 2. etapie

2014
- 2. miejsce w mistrzostwach Francji U23 (jazda indywidualna na czas)

2015
- 1. miejsce w mistrzostwach Francji U23 (jazda indywidualna na czas)

2016
- 1. miejsce na 5. etapie Volta ao Alentejo
- 1. miejsce na 1. etapie Circuit des Ardennes
- 1. miejsce w Tour de Berlin
  - 1. miejsce na 3. etapie
- 2. miejsce w Paris-Arras Tour
  - 1. miejsce w klasyfikacji młodzieżowej
  - 1. miejsce na 3. etapie
- 1. miejsce na 3. etapie Wyścigu Solidarności i Olimpijczyków
- 1. miejsce w mistrzostwach Francji U23 (jazda indywidualna na czas)
- 3. miejsce w mistrzostwach Europy U23 (jazda indywidualna na czas)

2017
- 2. miejsce w Baloise Belgium Tour

2018
- 1. miejsce w Driedaagse van West-Vlaanderen
- 2. miejsce w Hammer Hong Kong

2019
- 1. miejsce na 3. etapie Tour of California
- 1. miejsce na 19. etapie Vuelta a España

2020
- 1. miejsce w Classic de l’Ardèche
- 1. miejsce w mistrzostwach Francji (jazda indywidualna na czas)
- 2. miejsce w mistrzostwach Europy (jazda indywidualna na czas)

2021
- 1. miejsce na 5. etapie Tour de Romandie
- 1. miejsce w mistrzostwach Francji (start wspólny)
- 1. miejsce na 6. etapie Tour de Pologne (jazda indywidualna na czas)

2022
- 2. miejsce w mistrzostwach Francji (jazda indywidualna na czas)

2023
- 1. miejsce na 1. i 5. etapie Settimana Internazionale di Coppi e Bartali

## Rankingi
| Rok              | 2015  | 2016 | 2017 | 2018 | 2019 | 2020 | 2021 | 2022 | 2023 | 2024  |
| ---------------- | ----- | ---- | ---- | ---- | ---- | ---- | ---- | ---- | ---- | ----- |
| UCI World Tour   |       | -    | 245. | 144. |      |      |      |      |      |       |
| World Ranking    |       | 469. | 271. | 234. | 292. | 107. | 164. | 272. | 124. | 1870. |
| UCI Europe Tour  | 1243. | 276. | 172. | 358. | 238. | 90.  | 140. | 221. | -    | -     |
| UCI Asia Tour    | -     | 444. | -    | 386. |      |      |      |      |      |       |
| UCI America Tour | -     | -    | -    | 207. |      |      |      |      |      |       |
|                  |       |      |      |      |      |      |      |      |      |       |
| Źródło: UCI      |       |      |      |      |      |      |      |      |      |       |